# Den finske Præsidents Ankomst
Den finske Præsidents Ankomst er en stumfilm fra 1926 af ukendt instruktør.

## Handling
Den finske præsident, Lauri Relander, ankommer til Københavns Hovedbanegård den 8. oktober 1926, hvor han modtages af kong Christian, kronprins Frederik og prins Knud. Kørsel med eskorte gennem byen. Kongen inspicerer Livgarden på banegårdsperronen. Ankomsten til Amalienborg slotsplads. Tilbage på Hovedbanegården. Toget med den finske præsident ankommer. Garden inspiceres. Mere præsidentbesøg, Amalienborg, ved Hovedbanegården. Der ventes på perronen. Toget kommer. Mere fra Amalienborg.